# Добриводська сільська рада
Добриво́дська сільська́ ра́да — орган місцевого самоврядування в Радивилівському районі Рівненської області. Адміністративний центр — село Добривода.

## Загальні відомості
- Добриводська сільська рада утворена в 1940 році.
- Територія ради: 25,011 км²
- Населення ради: 590 осіб (станом на 2001 рік)

## Розташування
Територія, яка підпорядковується Добриводській сільській раді, межує з Теслугівською, Боратинською, Березинівською сільськими радами Радивилівського району та Демидівським районом Рівненської області.

## Населені пункти
Сільській раді підпорядковані населені пункти:
- с. Добривода
- с. Підвисоке
- с. Станіслави

## Склад ради
Рада складається з 14 депутатів та голови.
- Голова ради: Дзьобак Ганна Степвнівна
- Секретар ради: Климюк Алла Миколаївна

### Керівний склад попередніх скликань
| Прізвище, ім'я, по батькові | Основні відомості                                                 | Дата обрання | Дата звільнення |
| --------------------------- | ----------------------------------------------------------------- | ------------ | --------------- |
| Дзьобак Ганна Степанівна    | Сільський голова, 1961 року народження, позапартійна              | 26.03.2006   | 31.10.2010      |
| Дзьобак Ганна Степвнівна    | Сільський голова, 1961 року народження, освіта вища, позапартійна | 31.10.2010   |                 |

Примітка: таблиця складена за даними сайту Верховної Ради України